# Fernlenkmanipulator
Ein Fernlenkmanipulator ist ein ferngesteuertes Fahrzeug. Es wird zum Aufnehmen, Untersuchen und Transportieren gefährlicher Gegenstände verwendet. Insbesondere wird es von Bombenentschärfern und USBV-Entschärfern bei der Untersuchung von sprengstoffverdächtigen Gegenständen verwendet. Diese Fahrzeuge sind sehr wendig und können steile Streckenabschnitte, oft auch Treppen, überwinden. Sie können mit Kamera, Röntgengerät, Greifarm, Elektromagnet und Hochdruckwassergewehr (für die Zerstörung unkonventioneller Sprengsätze) ausgerüstet werden. Zudem können sie Analysegeräte mitführen, die eine Aussage darüber ermöglichen, ob sich Sprengstoff an einem Ort befindet.
|  |  |